# 春日井市立八幡小学校
春日井市立八幡小学校（かすがいしりつ やわたしょうがっこう）は、愛知県春日井市にある市立の小学校である。1952年（昭和27年）4月1日に春日井市立篠木小学校分校として開校し、1953年（昭和28年）4月15日に独立した小学校となった。

## 歴史

### 年表
- 1952年（昭和27年）4月1日 - 春日井市立篠木小学校分校として開校
- 1952年（昭和27年）5月 - 木造校舎完成
- 1953年（昭和28年）4月15日 - 春日井市立八幡小学校として独立
- 1972年（昭和47年）2月 - 鉄筋南校舎完成（本館）
- 1974年（昭和49年）2月 - 体育館完成
- 1976年（昭和51年）2月 - 鉄筋北校舎完成（北館）
- 1982年（昭和57年） - 開校30周年記念事業
- 2011年（平成23年） - 開校60周年記念事業

### 沿革
1943年（昭和18年）には東春日井郡勝川町、鳥居松村、篠木村、鷹来村が合併して春日井市が発足しているが、春日井市の市制施行時には鳥居松小学校、牛山小学校、春日井小学校、小野小学校、鷹来小学校、篠木小学校、味美小学校、勝川小学校の8校の小学校があり、いずれも明治時代に創立された由緒ある小学校だった。
太平洋戦争終結後の1947年（昭和22年）から1949年（昭和24年）にはベビーブームで多数の赤ん坊が生まれた。これらの子どもは1954年（昭和29年）頃から小学校に入学するが、これによる児童数増加を見越して9校目の小学校として開校したのが八幡小学校である。当時の篠木小学校の児童数は2000人を超え、その収容能力は限界に達していた。まずは1952年（昭和27年）4月1日に篠木小学校分校として開校し、初代校長には小野小学校から転任した安藤新次郎が就任した。分校としての開校時の学級数児童数は12学級615人だった。公園用地に指定されていた松林を学校用地に転用して、1953年（昭和28年）4月15日に独立した春日井市立八幡小学校が開校した。
1957年（昭和32年）の児童数は982人となったが、以後は緩やかに減少している。1974年（昭和49年）2月に体育館が完成した際には、1968年メキシコシティーオリンピックと1972年ミュンヘンオリンピックで金メダル6個を含むメダル10個を獲得した中山彰規を招いて竣工式を開催した。1987年（昭和62年）の児童数は552人、1997年（平成9年）は383人、2007年（平成19年）は251人、2017年（平成29年）は221人、2022年（令和4年）は270人であり、２クラスの学年が多い。

### 児童数の変遷
『愛知県小中学校誌』（2018年）によると、児童数の変遷は以下の通りである。
| 1952年（昭和27年） | 619人 |  |
| 1957年（昭和32年） | 982人 |  |
| 1967年（昭和42年） | 684人 |  |
| 1977年（昭和52年） | 735人 |  |
| 1987年（昭和62年） | 552人 |  |
| 1997年（平成9年）  | 383人 |  |
| 2007年（平成19年） | 251人 |  |
| 2017年（平成29年） | 221人 |  |

## 周辺
- 春見公園
- 春日井市市民活動支援センター
- 春日井市立郷土館
- 三菱UFJ銀行春日井支店
- 名古屋銀行春日井支店
- 百五銀行春日井支店
- 大垣共立銀行春日井支店
- 東濃信用金庫春日井支店
- 東海労働金庫春日井支店
- 春日井市役所 - 最も近いのは八幡小学校だが春日井市立鳥居松小学校の学区内
- 文化フォーラム春日井（春日井市図書館） - 最も近いのは八幡小学校だが鳥居松小学校の学区内
- 春日井市民会館 - 最も近いのは八幡小学校だが鳥居松小学校の学区内
- 春日井商工会館 - 最も近いのは八幡小学校だが鳥居松小学校の学区内